# ديك مارتي
ديك مارتي (بالإيطالية: Dick Marty)‏ هو محامي ومحامي ومدع وسياسي سويسري، ولد في 7 يناير 1945 في سويسرا. حزبياً، نشط في الحزب الليبرالي الراديكالي السويسري والحزب الديمقراطي الحر (سويسرا). وقد انتخب عضو مجلس الولايات السويسري (4 ديسمبر 1995 – 4 ديسمبر 2011).

## وصلات خارجية
- ديك مارتي على موقع مونزينجر (الألمانية)
- الموقع الرسمي